# Faro de Maspalomas
Der Faro de Maspalomas, ein Leuchtturm im Gemeindegebiet von San Bartolomé de Tirajana, ist eines der bekanntesten Wahrzeichen der Insel Gran Canaria.

## Geschichte
Die Entscheidung, den Leuchtturm in Maspalomas zu bauen, wurde im Jahr 1861 getroffen. Für den Bau des rund 56 Meter hohen Leuchtturms und des Nebengebäudes wurde ein eigener Landungskai mit einer kleinen Rampe angelegt, damit das Baumaterial über das Meer herbeigeschafft werden konnte, da die Materiallieferung über den Landweg unmöglich war.
Der Turm ist ein sich verjüngender Zylinder mit einem mittleren Durchmesser von 6,2 Metern. Die Höhe beträgt 54,7 Meter, darauf ist die Glaskuppel mit dem Leuchtfeuer montiert. Somit erreicht der Leuchtturm eine Feuerhöhe von 60 Metern. An der Nordseite des Turms grenzt das zweigeschossige Hauptgebäude an, das über einen Innenhof verfügt.

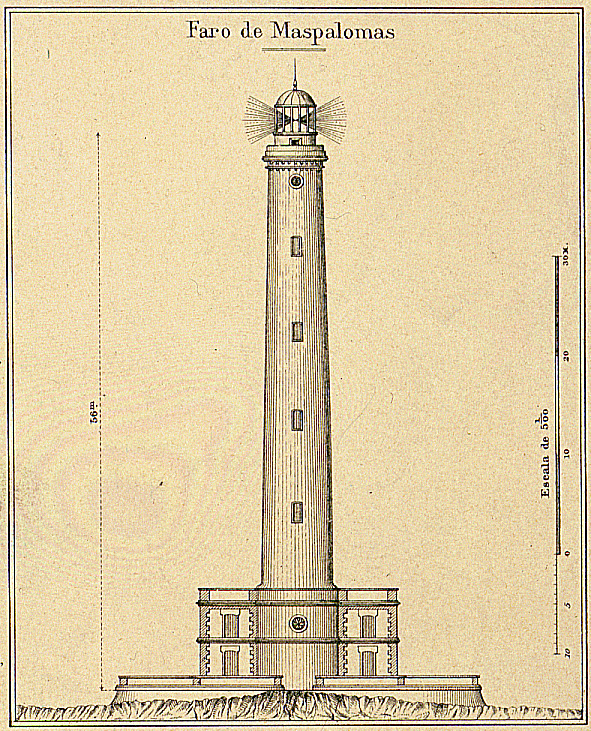
Skizze von Juan de León y Castillo um 1880

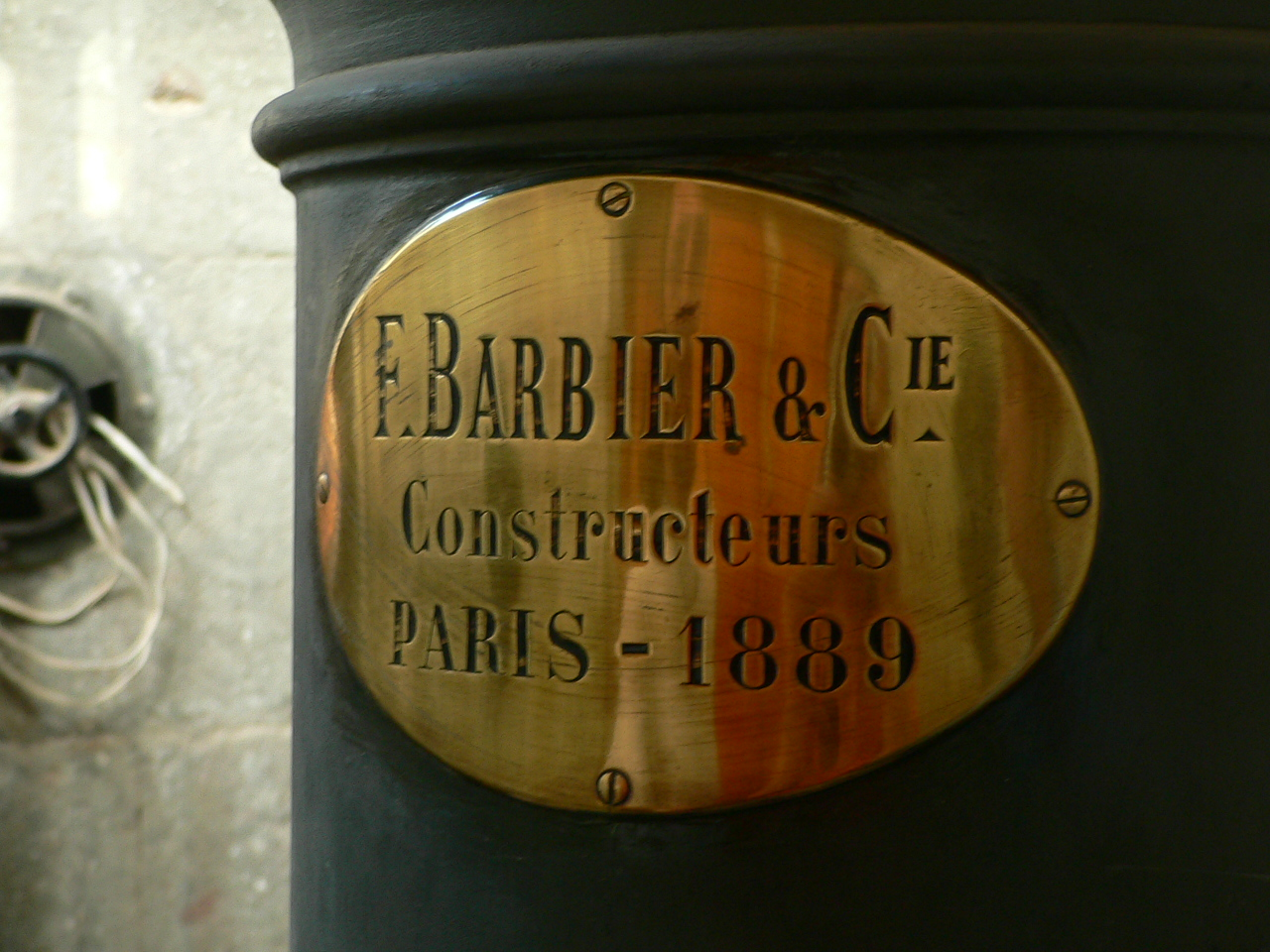
Typenschild Leuchtfeuer F. Barbier & Cie.

Zum Betrieb der Leuchtfeuereinrichtung wurde auch ein Tank mit 86 m³ Fassungsvermögen angelegt, um das benötigte Petroleum zu lagern. Die Bauarbeiten wurden 1889 beendet. Die optische Vorrichtung in der Glaskuppel mit einem Durchmesser von 3,7 Metern montierte danach die französische Firma Barbier Bernard & Turenne (BBT) aus Paris, und das Leuchtfeuer ging in der Nacht zum 1. Februar 1890 erstmals in Betrieb. Der Leuchtturm diente als Orientierungshilfe für die Dampfschiffe, die die Transatlantikroute von Europa nach Afrika und Amerika befuhren. Entworfen und gebaut hat die Anlage der einheimische Architekt Juan de León y Castillo (1834–1912).
Der Leuchtturm befindet sich in Punta de Maspalomas am westlichen Ende des Strandes Playa de Maspalomas neben dem Dünenfeld am südlichen Ende der Insel. 1906 wurde das Leuchtfeuer elektrifiziert und mit einem Generator und Batterien versehen, um den entsprechenden Betrieb bei Abschaltung oder Ausfall des Stromnetzes zu gewährleisten. Im gleichen Jahr besuchte auch mit König Alfonso XIII. zum ersten Mal ein spanischer Monarch die Insel Gran Canaria. 1973 wurde die Anlage automatisiert und wird seitdem ohne Leuchtturmwärter betrieben. Der Faro de Maspalomas wurde 2005 von der Regierung der Kanarischen Inseln zum historischen Denkmal (Bien de Interés Cultural) erklärt. Inzwischen hat sich die Umgebung des Leuchtturms sehr verändert. Er markiert nun den Beginn einer belebten Zone mit zahlreichen Restaurants und Geschäften.
Die Kennung wurde geändert. Von Fl (2+1) / Bl (2+1), W, 13 Sek. auf Oc (2) / Unt. (2), W, 10 Sek.

## Ortsteil
Um den Faro de Maspalomas befindet sich der Ortsteil El Oasis, der im Wesentlichen durch ihn geprägt ist. Er beinhaltet einen Strand im Bereich der Dünen von Maspalomas, Hotelanlagen, sowie eine Strandpromenade mit vielen Speiselokalen. Erreicht wird alles durch den Plaza de Faro, einem Wendehammer in direkter Nähe zum Leuchtturm, sowie über den etwa 300 m nördlich gelegenen Busbahnhof Faro de Maspalomas.